# Batalla de Loulan
La batalla de Loulan (樓蘭之戰) en el 108 aEC va marcar la primera incursió militar de la Xina per l'Àsia central, després d'un conflicte de la Dinastia Han amb Loulan i Jushi, i un canvi de fidelitat d'aquest cap els Xiongnu.

## Antecedents
Xinjiang era territori controlat pels Xiongnu, i la seva derrota en 119 aC a la batalla de Mobei va obrir les portes a l'ocupació Han d'aquest territori.

## Batalla
Els Han van llançar un atac en primer lloc capturant al rei de Loulan, i després emprenent l'ofensiva contra Jushi. La batalla va donar lloc a la submissió tant de Wusun com de Loulan, i un paper incrementat en la reputació i l'estatus de les polítiques imperials dels xinesos han a l'Àsia central.

## Conseqüències
En una campanya de 101 aC, els Han van conquerir Fergana, a gran distància de la capital Chang'an.
El regne de Loulan va deixar d'existir en el 77 aEC, quan el rei de Loulan, Angui, va ser assassinat per dos dels homes de Fu Jiezi durant un banquet. Els Han va situar a un dels seus parents en el seu lloc, Weituyan. Ells també canviaren el nom de Loulan a Shanshan eixe mateix any, i la capital va ser traslladar al sud-oest a la ciutat de Wuni (la qual ja no es trobava en el Lop Nur).